# Out of the Ashes
«Fuera de las Cenizas» —título original en inglés: «Out of the Ashes»— es el quinto episodio de la undécima temporada de la posapocalíptica horror serie de televisión The Walking Dead. El episodio 158 de la serie en general, el episodio fue dirigido por el productor ejecutivo Greg Nicotero y escrito por LaToya Morgan."Out of the Ashes" se lanzó en la plataforma de transmisión AMC+ el 12 de septiembre de 2021, antes de transmitirse en AMC el 19 de septiembre de 2021.
En el episodio, Aaron (Ross Marquand), Carol (Melissa McBride), Lydia (Cassady McClincy) y Jerry (Cooper Andrews) interrogan a un Susurrador que quedó atrás en la destrucción de Hilltop; Maggie (Lauren Cohan) y Negan (Jeffrey Dean Morgan) esperan en el puesto satélite a que los demás se reagrupen; Eugene (Josh McDermitt), Ezekiel (Khary Payton), Princesa (Paola Lázaro), y Yumiko (Eleanor Matsuura) son aceptadas en la Commonwealth, mientras Yumiko se reúne con su hermano. El episodio recibió críticas positivas de los críticos.

## Trama
En la Commonwealth, Eugene, Ezekiel, Princesa y Yumiko ven un vídeo introductorio en VHS y reciben sus asignaciones de trabajo e información de vivienda. A Eugene le preocupa que la Commonwealth tenga la intención de que vivan allí permanentemente, mientras que a ellos les gustaría volver a su propio grupo en Alexandría. Yumiko está encantada de reunirse con su hermano en una panadería local.
Después de que el muro de Alexandria se ve comprometido y los caminantes irrumpen en la comunidad antes de ser asesinados rápidamente, Aaron, Carol, Lydia, y Jerry parten hacia Hilltop y al llegar, buscan entre los escombros que quedaron del ataque de los Susurradores. Lydia nota a los caminantes a lo lejos dando vueltas en círculos de la misma manera que los Susurradores solían pastorearlos. Cuando investigan, encuentran a un Susurrador todavía vivo, quien insiste en que es el único que queda, pero Aaron no está convencido.
En el puesto satélite, Maggie y Negan llegan y descubren que nadie más se reagrupó allí. Maggie promete que el resto llegará con el tiempo. Negan se muestra escéptico, pero Maggie lo convence de esperar hasta el atardecer para estar seguro. Más tarde, mientras Negan se prepara para darse por vencido e irse a casa, Maggie lo detiene agresivamente, antes de que Gabriel llegue con Elijah. Deciden esperar a que Daryl y Frost se reagrupen con ellos.
Mientras tanto, en Alexandría, Judith ha estado enseñando a los niños cómo protegerse con armas cuando ve a unos adolescentes locales provocando a los caminantes a través de un agujero en la pared. Judith corre para detenerlos, pero ellos se niegan a escucharla. Más tarde, en una casa, Judith encuentra rotas las huellas de las manos que Carl hizo con ella en la terraza, e inmediatamente sospecha de los adolescentes, aunque ellos lo niegan. Judith le cuenta a Rosita cómo siente que todos la están dejando, pero Rosita le dice que no se preocupe y se ofrece a ayudarla a juntar los pedazos rotos de la baraja.
Cuando el grupo de Aaron lleva al Susurrador capturado a las mazmorras de Hilltop, encuentran a otras personas escondidas. El Susurrador se lanza hacia Aaron con un cuchillo, permitiendo que las otras personas escapen. Aaron y Jerry interrogan violentamente al Susurrador y lo amenazan con un caminante y finalmente dejan que lo muerda, hasta que Carol mata al caminante. Ella le ruega a Aaron que no busque venganza como lo hizo durante la Guerra de los Susurradores. Aaron amputa el brazo de Susurrador, salvándole la vida, antes de que Susurrador revele que Connie todavía está viva.
De vuelta en la Commonwealth, Eugene le dice a Stephanie que le gustaría comunicarse por radio con su grupo en casa, pero Stephanie revela que las radios son propiedad del gobierno y que obtener autorización para usarlas es un proceso largo y complicado. Idean un plan para acceder a las radios en secreto, pero poco después de establecer contacto con Rosita, son cortados y arrestados. Eugene, Princesa y Ezekiel están amenazados con la deportación de la Commonwealth, pero Stephanie pide un favor para salvarlos.

## Recepción

### Recepción crítica
El episodio recibió críticas positivas de los críticos. En el sitio agregador de reseñas Rotten Tomatoes, "Out of the Ashes" tiene una puntuación del 75% con una puntuación media de 7,5 sobre 10, basada en 12 reseñas. El consenso crítico del sitio dice: "La Commonwealth se explora y resulta demasiado buena para ser verdad, mientras que 'Out of the Ashes' es una entrega increíblemente excelente, acorde con una temporada que hasta ahora ha sido más sólida que valiente".
Escribiendo para Forbes, Erik Kain criticó el ritmo del episodio, escribiendo la temporada hasta el momento: "Todo es un poco aburrido cuando lo analizas. Un poco aburrido, un poco desigual. , y sorprendentemente lento para la última temporada de The Walking Dead". Alex McLevy para The A.V. Club calificó el episodio con una B−, elogió la historia de la Commonwealth y lo calificó como "un mundo nuevo e intrigante para explorar". Sin embargo, McLevy criticó la naturaleza repetitiva de la tensa relación entre Maggie y Negan y escribió que: "La tensión tiene sentido: Maggie nunca perdonará a Negan, Y es comprensible, pero eso no significa que sea divertido verlos resolver el mismo conflicto, episodio tras episodio".
Ron Hogan de Den of Geek le dio al episodio 3,5 de 5 estrellas. McLevy elogió la dirección de Nicotero y escribió: "Una de las mejores cosas que puedo decir de Greg Nicotero como director es que siempre parece entender la tarea", y continúa con "La mayor fortaleza de Nicotero todavía reside en su sentido de lo visual".

### Calificaciones
El episodio fue visto por 1,91 millones de espectadores en los Estados Unidos en su fecha de emisión original. Marcó un ligero aumento en los ratings respecto al episodio anterior, que tuvo 1,88 millones de espectadores.